# Jørlundemästaren

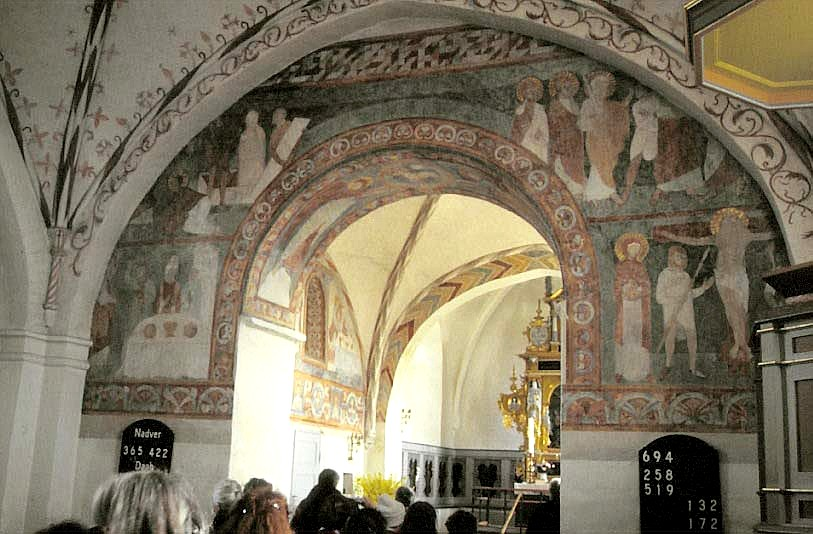
Triumfbågen i Jørlunde kyrka

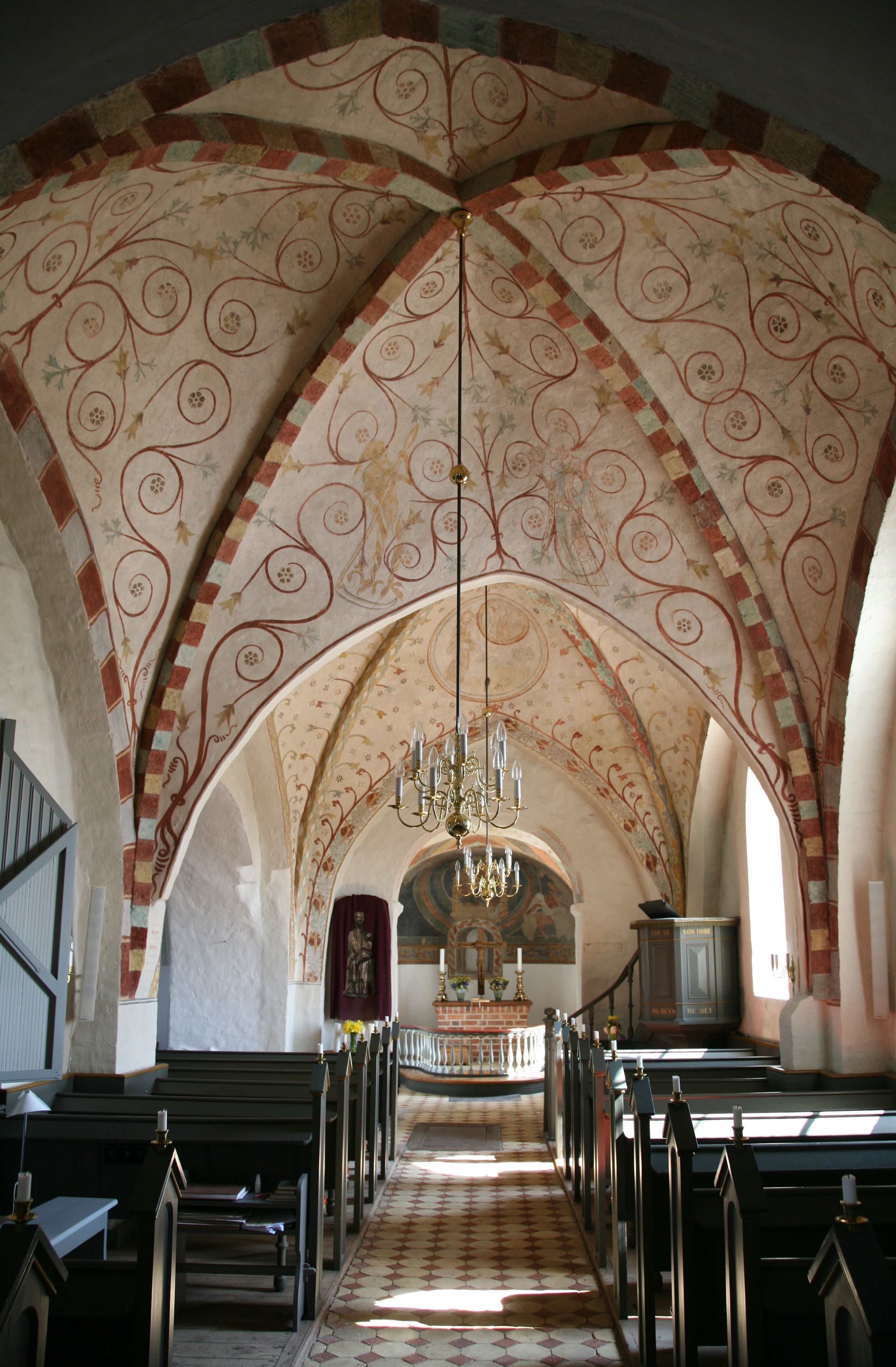
Vester Broby kyrka

Jørlundemästaren var en dansk målare, eller måleriverkstad (danska: Jørlundeværkstedet), som gjorde kalkmålningar i kyrkor på Själland under perioden 1150–1175.
Jørlundemästaren kallas också släkten Hvides målare. Han, eller hans verkstad, spelade en dominerande roll beträffande kyrkokalkmålningar på Själland under 1100-talet. Han har dekorerat minst 16 kyrkor. Namnet kommer från Jørlunde kyrka, som har sällsynt välbevarade kalkmålningar.
Han har också utfört utsmyckningar i den på 1800-talet rivna Vrigstads 1100-talskyrka.
Det anses att Jørrlundemästaren har varit påverkad av bysantinsk konst.

## Kyrkor med målningar av Jørlundemästaren
- Alsted kyrka
- Hagested kyrka
- Vester Broby kyrka
- Herstedøster kyrka,
- Måløv kyrka
- Kirkerup kyrka
- Kyndby kyrka
- Rye kyrka
- Tveje Merløse kyrka
- Søstrup kyrka
- Butterup kyrka
- Jørlunde kyrka
- Sankt Ibs kyrka i Roskilde
- Kvanløse kyrka
- Kildebrønde kyrka
- Snoldelev kyrka